# Stipa magrebensis
Stipa magrebensis är en gräsart som beskrevs av F.M.Vazquez och Juan Antonio Devesa. Stipa magrebensis ingår i släktet fjädergrässläktet, och familjen gräs. Inga underarter finns listade i Catalogue of Life.